# Olympische Sommerspiele 2012/Teilnehmer (Irak)
| Gelbes Symbol für Goldmedaillen mit stilisierten Olympischen Ringen | Graues Symbol für Silbermedaillen mit stilisierten Olympischen Ringen | Braundes Symbol für Bronzemedaillen mit stilisierten Olympischen Ringen |
| ------------------------------------------------------------------- | --------------------------------------------------------------------- | ----------------------------------------------------------------------- |
| —                                                                   | —                                                                     | —                                                                       |

Der Irak nahm in London an den Olympischen Spielen 2012 teil. Es war die insgesamt 13. Teilnahme an Olympischen Sommerspielen. Das Nationale Olympische Komitee des Iraks nominierte acht Athleten in sieben Sportarten.

## Teilnehmer nach Sportarten

### Bogenschießen
| Athleten           | Wettbewerb | Qualifikation | Qualifikation | 1. Runde           | 1. Runde | 2. Runde      | 2. Runde      | Achtelfinale  | Achtelfinale  | Viertelfinale | Viertelfinale | Halbfinale    | Halbfinale    | Finale        | Finale        | Rang |
| Athleten           | Wettbewerb | Ringe         | Rang          | Gegner             | Ergebnis | Gegner        | Ergebnis      | Gegner        | Ergebnis      | Gegner        | Ergebnis      | Gegner        | Ergebnis      | Gegner        | Ergebnis      | Rang |
| ------------------ | ---------- | ------------- | ------------- | ------------------ | -------- | ------------- | ------------- | ------------- | ------------- | ------------- | ------------- | ------------- | ------------- | ------------- | ------------- | ---- |
| Frauen             |            |               |               |                    |          |               |               |               |               |               |               |               |               |               |               |      |
| Rand Al-Mashhadani | Einzel     | 498           | 64            | K. Bo-bae Südkorea | 0-6      | ausgeschieden | ausgeschieden | ausgeschieden | ausgeschieden | ausgeschieden | ausgeschieden | ausgeschieden | ausgeschieden | ausgeschieden | ausgeschieden |      |

### Boxen
| Gegner            | Ergebnis                | Männer    | Männer | Männer        | Männer        | Männer        | Männer        | Männer        | Männer        | Männer        | Männer        | Männer | Männer | Männer |
| Ahmed Abdulkareem | Weltergewicht bis 69 kg | S. Lusizi | 13-17  | ausgeschieden | ausgeschieden | ausgeschieden | ausgeschieden | ausgeschieden | ausgeschieden | ausgeschieden | ausgeschieden |        |        |        |

### Gewichtheben
| Athleten         | Wettbewerb       | Reißen  | Reißen | Stoßen  | Stoßen | Zweikampf | Zweikampf | Rang |
| Athleten         | Wettbewerb       | Gewicht | Rang   | Gewicht | Rang   | Gewicht   | Rang      | Rang |
| ---------------- | ---------------- | ------- | ------ | ------- | ------ | --------- | --------- | ---- |
| Männer           |                  |         |        |         |        |           |           |      |
| Safaa Al-Jumaili | Klasse bis 85 kg | 150 kg  | 13     | 195 kg  | 13     | 345 kg    | 13        | 13   |

### Leichtathletik
Laufen und Gehen
| Athleten                | Wettbewerb | Vorlauf     | Vorlauf | Halbfinale | Halbfinale | Finale | Finale | Rang |
| Athleten                | Wettbewerb | Zeit        | Rang    | Zeit       | Rang       | Zeit   | Rang   | Rang |
| ----------------------- | ---------- | ----------- | ------- | ---------- | ---------- | ------ | ------ | ---- |
| Frauen                  |            |             |         |            |            |        |        |      |
| Dana Hussein Abdulrazak | 100 m      | 11,81 s     | 8       | –          | –          | –      | –      | 48   |
| Männer                  |            |             |         |            |            |        |        |      |
| Adnan Taess Akkar       | 800 m      | 1:47,83 min | 5       | –          | –          | –      | –      | 31   |

### Schießen
| Athleten           | Wettbewerb       | Qualifikation | Qualifikation | Finale | Finale | Ringe | Rang |
| Athleten           | Wettbewerb       | Ringe         | Rang          | Ringe  | Rang   | Ringe | Rang |
| ------------------ | ---------------- | ------------- | ------------- | ------ | ------ | ----- | ---- |
| Frauen             |                  |               |               |        |        |       |      |
| Noor Amer Al-Ameri | Luftpistole 10 m | 360           | 46            | –      | –      | 360   | 46   |

### Schwimmen
| Athleten          | Wettbewerb          | Vorlauf     | Vorlauf | Halbfinale | Halbfinale | Finale | Finale | Rang |
| Athleten          | Wettbewerb          | Zeit        | Rang    | Zeit       | Rang       | Zeit   | Rang   | Rang |
| ----------------- | ------------------- | ----------- | ------- | ---------- | ---------- | ------ | ------ | ---- |
| Männer            |                     |             |         |            |            |        |        |      |
| Mohanad Al-Azzawi | 100 m Schmetterling | 1:00,71 min | 2       | –          | –          | –      | –      | 42   |

### Ringen
| Athleten                         | Wettbewerb        | 1. Runde        | 1. Runde | Achtelfinale  | Achtelfinale  | Viertelfinale | Viertelfinale | Halbfinale    | Halbfinale    | Hoffnungsrunde Viertelfinale | Hoffnungsrunde Viertelfinale | Hoffnungsrunde Halbfinale | Hoffnungsrunde Halbfinale | Hoffnungsrunde Finale | Hoffnungsrunde Finale | Finale        | Finale        | Rang |
| Athleten                         | Wettbewerb        | Gegner          | Ergebnis | Gegner        | Ergebnis      | Gegner        | Ergebnis      | Gegner        | Ergebnis      | Gegner                       | Ergebnis                     | Gegner                    | Ergebnis                  | Gegner                | Ergebnis              | Gegner        | Ergebnis      | Rang |
| -------------------------------- | ----------------- | --------------- | -------- | ------------- | ------------- | ------------- | ------------- | ------------- | ------------- | ---------------------------- | ---------------------------- | ------------------------- | ------------------------- | --------------------- | --------------------- | ------------- | ------------- | ---- |
| griechisch-römischer Stil Männer |                   |                 |          |               |               |               |               |               |               |                              |                              |                           |                           |                       |                       |               |               |      |
| Ali Nadhim Salman                | Klasse bis 120 kg | B. Babajanzadeh | 0-3      | ausgeschieden | ausgeschieden | ausgeschieden | ausgeschieden | ausgeschieden | ausgeschieden | ausgeschieden                | ausgeschieden                | ausgeschieden             | ausgeschieden             | ausgeschieden         | ausgeschieden         | ausgeschieden | ausgeschieden |      |